# Patrick Lebeau

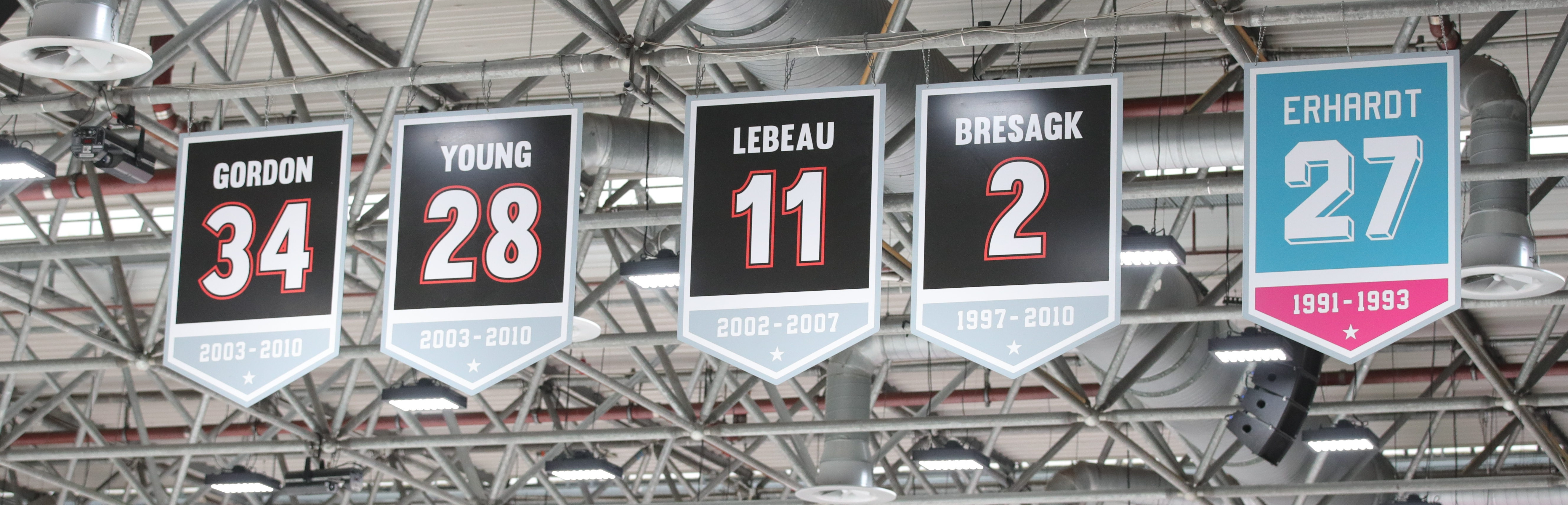
Lebeaus Trikot unter dem Hallendach der Eissporthalle Frankfurt (2023)

Patrick-Mikaël Lebeau (* 17. März 1970 in Saint-Jérôme, Québec) ist ein ehemaliger kanadischer Eishockeyspieler. Sein älterer Bruder Stéphan war ebenfalls professioneller Eishockeyspieler.

## Karriere
Lebeau wurde von den Canadiens de Montréal während des NHL Entry Draft 1989 in der achten Runde an insgesamt 167. Stelle ausgewählt. Seine relativ zierliche Statur wird als Grund genannt, warum sich der Top-Scorer europäischer Ligen nicht in der National Hockey League durchsetzen konnte. In der Saison 1995/96 errang er mit der Düsseldorfer EG die deutsche, im Spieljahr 2000/01 mit den ZSC Lions die schweizerische und in der Spielzeit 2003/04 mit den Frankfurt Lions wiederum die deutsche Eishockey-Meisterschaft. Er ist der erfolgreichste Torschütze (111) sowie Scorer (307 Punkte) der Frankfurt Lions in deren DEL-Historie.
Sein eigentlich bis 2008 gültiger Vertrag bei den Frankfurt Lions wurde am 7. August 2007 auf Wunsch von Lebeau in beiderseitigem Einvernehmen aufgelöst, da er sein Glück noch einmal in Nordamerika – eventuell sogar in der NHL – versuchen wollte und ins Trainingscamp der Philadelphia Flyers eingeladen wurde. Sein Comeback in Nordamerika scheiterte jedoch bereits am medizinischen Test.
Für die Saison 2008/09 wurde Lebeau vom EV Duisburg verpflichtet, jedoch wurde sein Vertrag kurz vor Saisonbeginn aufgelöst. Lebeau hatte, so die Begründung der Duisburger Verantwortlichen, eine Reihenzusammenstellung nach seiner Vorstellung gefordert, aber auch viele Spieler und ihre Leistungsbereitschaft und/oder -fähigkeit kritisiert. Ab 2008 spielte er für die Vienna Capitals in der Österreichischen Eishockey-Liga. Im ersten Jahr wurde er mit 82 Punkten, davon 30 Tore und 52 Vorlagen, in 52 Spielen EBEL-Topscorer. Im Sommer 2010 verließ er den Verein und unterzeichnete im September 2010 bei Saint-François de Sherbrooke in der Ligue Nord-Américaine de Hockey.

## Erfolge und Auszeichnungen
| - 1990 Trophée Jean Béliveau - 1990 LHJMQ-Offensivspieler des Jahres - 1991 Dudley „Red“ Garrett Memorial Award - 1991 AHL Second All-Star Team - 1996 Deutscher Meister mit der Düsseldorfer EG - 2001 Schweizer Meister mit den ZSC Lions - 2004 Teilnahme am DEL All-Star Game - 2004 Deutscher Meister mit den Frankfurt Lions | - 2004 DEL-Topscorer - 2004 DEL-Spieler des Jahres - 2005 Teilnahme am DEL All-Star Game - 2005 DEL-Topscorer - 2005 DEL-Spieler des Jahres - 2006 Teilnahme am DEL All-Star Game - 2009 EBEL-Topscorer |

### International
- 1992 Silbermedaille bei den Olympischen Winterspielen

## Karrierestatistik
(Legende zur Spielerstatistik: Sp oder GP = absolvierte Spiele; T oder G = erzielte Tore; V oder A = erzielte Assists; Pkt oder Pts = erzielte Scorerpunkte; SM oder PIM = erhaltene Strafminuten; +/− = Plus/Minus-Bilanz; PP = erzielte Überzahltore; SH = erzielte Unterzahltore; GW = erzielte Siegtore; 1 Play-downs/Relegation; Kursiv: Statistik nicht vollständig)